# Zanclognatha tarsipennalis
Zanclognatha tarsipennalis — вид лускокрилих комах з родини еребід (Erebidae).

## Поширення
Вид поширений в Європі та Північній Азії від Великої Британії до Японії.

## Опис
Довжина передніх крил сягає 13-16 міліметрів. Переднє крило вужче і сіріше, менш фіолетове, ніж у Polypogon lunalis, іноді з жовтуватим нальотом; внутрішня і зовнішня лінії зближуються; субтермінальна лінія проста, спереду бура без відтінку, злегка увігнута назовні; заднє крило блідо-сіре, субтермінальна жилка темна, зовні біла по краях. 
Личинка тьмяно-сіра; спинна лінія сірувато-чорна; горбки чорні з жовтувато-зеленими кільцями; дихальця чорні; голова чорно-коричнева. 

## Спосіб життя
Літає з травня по жовтень залежно від місця поширення. Личинки живляться опалим листям бука європейського, дуба та ожини.